# Felipe Loureiro
Felipe Jorge Loureiro (Río de Janeiro, Brasil, 2 de septiembre de 1977) es un exfutbolista brasileño que jugaba de mediocampista. Su último club fue el Fluminense.

## Selección nacional
Ha sido internacional con la Selección de fútbol de Brasil, ha jugado 7 partidos internacionales y ha anotado 1 gol.

## Trayectoria

### Como futbolista
| Club                      | País    | Año       |
| ------------------------- | ------- | --------- |
| Vasco da Gama             | Brasil  | 1996-2002 |
| S. E. Palmeiras (cedido)  | Brasil  | 2001      |
| Atlético Mineiro (cedido) | Brasil  | 2001      |
| Galatasaray               | Turquía | 2002-2003 |
| Flamengo                  | Brasil  | 2003-2004 |
| Fluminense                | Brasil  | 2005      |
| Al-Saad                   | Catar   | 2005-2010 |
| Vasco da Gama             | Brasil  | 2010-2012 |
| Fluminense                | Brasil  | 2013      |

### Como entrenador
| Club             | País   | Año       |
| ---------------- | ------ | --------- |
| Tigres do Brasil | Brasil | 2017      |
| Bangu            | Brasil | 2021-2022 |
| Confiança        | Brasil | 2022–     |

## Palmarés

### Campeonatos regionales
| Título             | Club             | Estado         | Año  |
| ------------------ | ---------------- | -------------- | ---- |
| Campeonato Carioca | CR Vasco da Gama | Río de Janeiro | 1998 |
| Campeonato Carioca | Flamengo         | Río de Janeiro | 2004 |
| Campeonato Carioca | Fluminense       | Río de Janeiro | 2005 |

### Campeonatos nacionales
| Título               | Club             | País   | Año  |
| -------------------- | ---------------- | ------ | ---- |
| Campeonato Brasileño | CR Vasco da Gama | Brasil | 1997 |
| Campeonato Brasileño | CR Vasco da Gama | Brasil | 2000 |
| Liga Catarí          | Al-Saad          | Catar  | 2006 |
| Copa Crown           | Al-Saad          | Catar  | 2006 |
| Liga Catarí          | Al-Saad          | Catar  | 2007 |
| Copa Emir            | Al-Saad          | Catar  | 2007 |
| Copa do Brasil       | CR Vasco da Gama | Brasil | 2011 |

### Copas internacionales
| Título            | Club             | País   | Año  |
| ----------------- | ---------------- | ------ | ---- |
| Copa Libertadores | CR Vasco da Gama | Brasil | 1998 |
| Copa Mercosur     | CR Vasco da Gama | Brasil | 2000 |
| Copa América      | Brasil           | Perú   | 2004 |